# Przywidz (Pommeren)
Przywidz (Duits: Mariensee) is een dorp in het Poolse woiwodschap Pommeren, in het district Gdański. De plaats maakt deel uit van de gemeente Przywidz en telt 1673 inwoners.